# Ejvind Jacobsen
Ejvind Ascanius Jacobsen (8. december 1914 i Fredericia – 1. juli 2009 i Vodskov) var kommunelærer i Randers og medlem af modstandsbevægelsen. Sammen med Børge Hovedskou, Ole Hovedskou, Kaj Hoff, Sven Johannesen, Oluf Kroer og Jørgen Røjel deltog han i Langåbrosprængningerne den 17. november 1943.
Han skrev bogen Modstand og flugt. Glimt fra besættelsestidens Randers (1983).